# Khu dự trữ sinh quyển Aya
Khu dự trữ sinh quyển Aya là một khu dự trữ sinh quyển nằm ở phía nam của đảo Kyushu, Nhật Bản. Đây là khu vực có chứa những cánh rừng thường xanh Laurel còn lại lớn nhất Nhật Bản. Nó có sự đa dạng sinh học cao với nhiều loài bản địa. Liệu pháp lâm nghiệp và nông nghiệp tái chế địa phương là một trong những điểm thu hút du lịch sinh thái nổi tiếng ở thị trấn Aya. Nơi đây được công nhận là khu dự trữ sinh quyển của thế giới vào năm 2012.

## Đặc điểm
Khu dự trữ sinh quyển bao gồm một khu vực cao nguyên với các đỉnh núi, núi lửa và mỏ cát, cùng các đồng bằng hợp lưu của sông Ayakita và Ayaminami. Về mặt địa lý, khu vực này nằm gần trung tâm quận Miyazaki, đông nam đảo Kyushu, nơi có dãy núi Trung Kyushu và đồng bằng Miyazaki.
Khu rừng rậm của khu dự trữ này bao gồm nhiều loài đặc hữu của Nhật Bản. Đây là nơi duy nhất ở Đông Á có khu vực rừng lá vàng bao gồm các loài cây thường xanh và cây lá kim ôn đới có từ tiền Kỷ Creta. Khu dự trữ sinh quyển này có tới 88% (12.839 ha) là rừng, trong đó 16% là rừng nguyên sinh, 25% là thảm thực vật thứ sinh. Có tổng cộng 1033 loài thực vật, 145 loài nấm, 70 loài chim, 19 loài thú được xác định có mặt tại đây. Đây cũng là ranh giới môi trường sống phía nam của loài Tỳ linh Nhật Bản và Đại bàng vàng.